# Orkan Emma
Emma war ein Orkan, der vom 29. Februar bis zum 2. März 2008 über Mitteleuropa hinwegzog. Die Hauptschäden richtete das Unwetter am 1. März 2008 an. Am Tag darauf erfolgte eine zweite Welle, die in ihren Auswirkungen deutlich schwächer war. Der Orkan forderte 14 Menschenleben; der verursachte Schaden wird auf etwa eine Milliarde Euro geschätzt.

## Verlauf

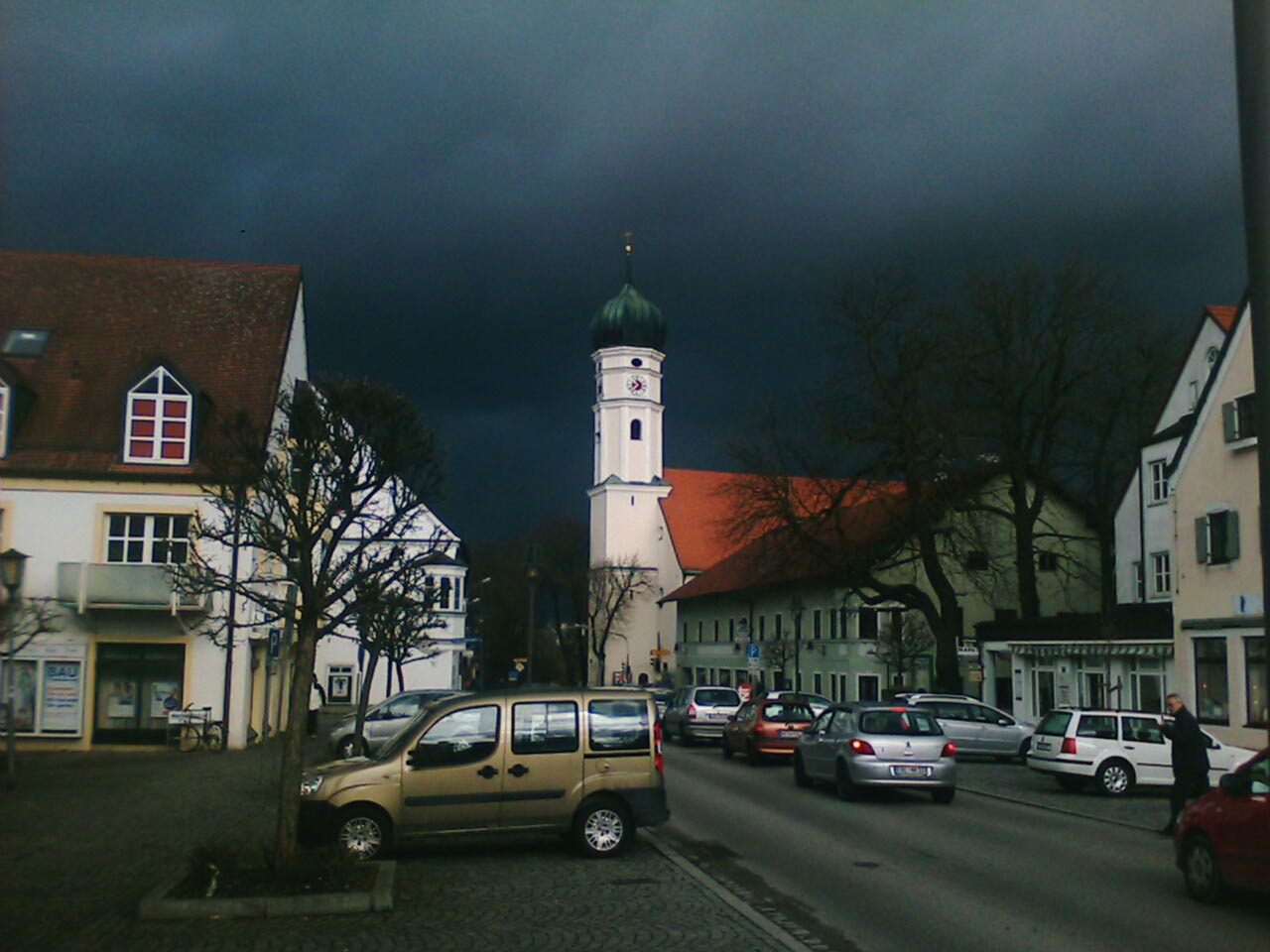
Der Sturm zieht auf – Markt Schwaben bei München am späten Samstagvormittag

Am 28. Februar 2008 bildete sich mit einem Kerndruck von 985 hPa vor Neufundland das Tiefdruckgebiet Emma, das im weiteren Verlauf, vom Jetstream getrieben, den nördlichen Atlantischen Ozean überquerte. Aufgrund der Wetterlage warnten die Meteorologen frühzeitig vor einem Orkan. Die erste stärkere Sturmfront zog ab Samstag, dem 1. März, um etwa 11 Uhr mit kurzen starken Böen über die Ostalpen, während die zweite schwächere (Fee genannt) Sonntag (2. März) Vormittag bis Abend durchzog.
In Böen erreichte der Orkan am Krippenstein (Oberösterreich) 236 km/h. In der Schweiz wurde bei der Konkordiahütte am Aletschgletscher eine Geschwindigkeit von 224 km/h gemessen. Der Wert von 222 km/h auf dem Wendelstein übertraf in Deutschland deutlich die Windgeschwindigkeiten des Orkans Kyrill vom 18. Januar 2007 (202 km/h). Weitere Spitzen in Österreich waren 183 km/h am Feuerkogel und 165 km/h in den Leiser Bergen in nur 491 m ü. A. Seehöhe. Auch in den Niederungen erreichte er an den Flughäfen Wien und Salzburg je 140 km/h, was nahe an den jemals gemessenen Höchstwert im Flachland von 147 km/h am 27. Februar 1990 in Hörsching (Orkantief Vivian) reicht.

## Auswirkungen und Schäden
Der Sturm forderte mindestens 14 Todesopfer und verursachte einen Gesamtversicherungsschaden, welcher auf 750 Millionen bis 1,3 Milliarden Euro geschätzt wird.
In Deutschland tötete der Orkan direkt oder indirekt sechs Personen durch umgestürzte Bäume oder Unfälle, je zwei Tote gab es in Tschechien und Polen, vier Tote und zahlreiche Verletzte, auch unter den Einsatzkräften, waren in Österreich zu verzeichnen. Häuser wurden abgedeckt, Straßen waren unpassierbar; Behinderungen im Bahnreiseverkehr waren die Folge. Rund 150.000 Menschen waren zeitweise ohne Strom. Er war in Deutschland das erste katastrophale Starksturmereignis seit Kyrill. Dass der durch Emma ausgelöste Gesamtschaden geringer ausfiel als der bei Kyrill (4,5 Mrd. €), ist darauf zurückzuführen, dass hohe Windstärken nur auf deutlich kleineren Flächen gegeben waren, wie auch vier Wochen zuvor bei Sturmtief Paula.

### Deutschland

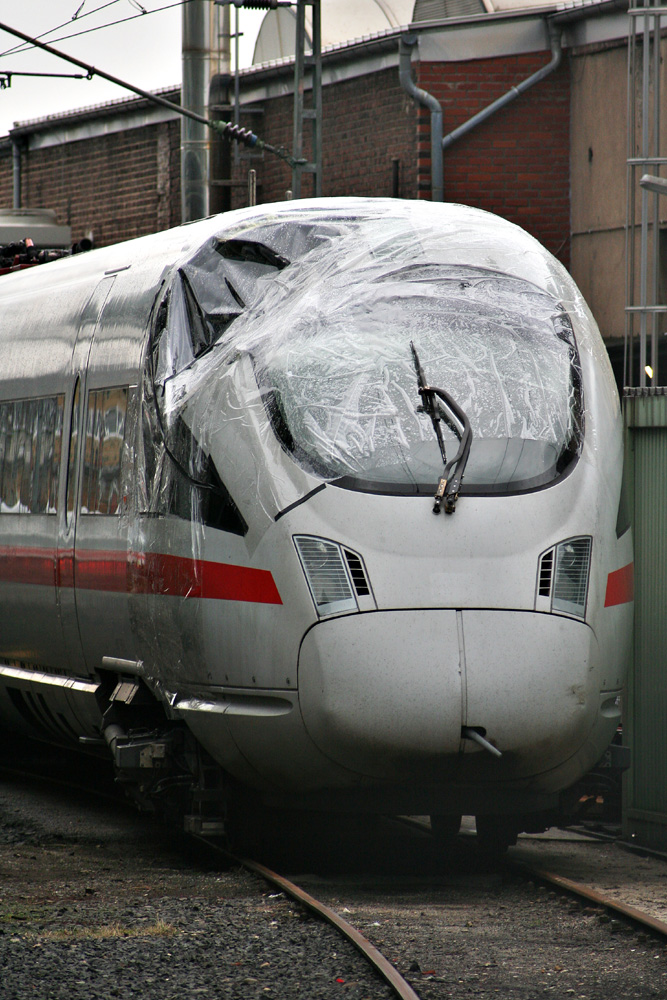
Der beim Unfall in Brühl beschädigte ICE T, am 3. März 2008 abgestellt in Köln

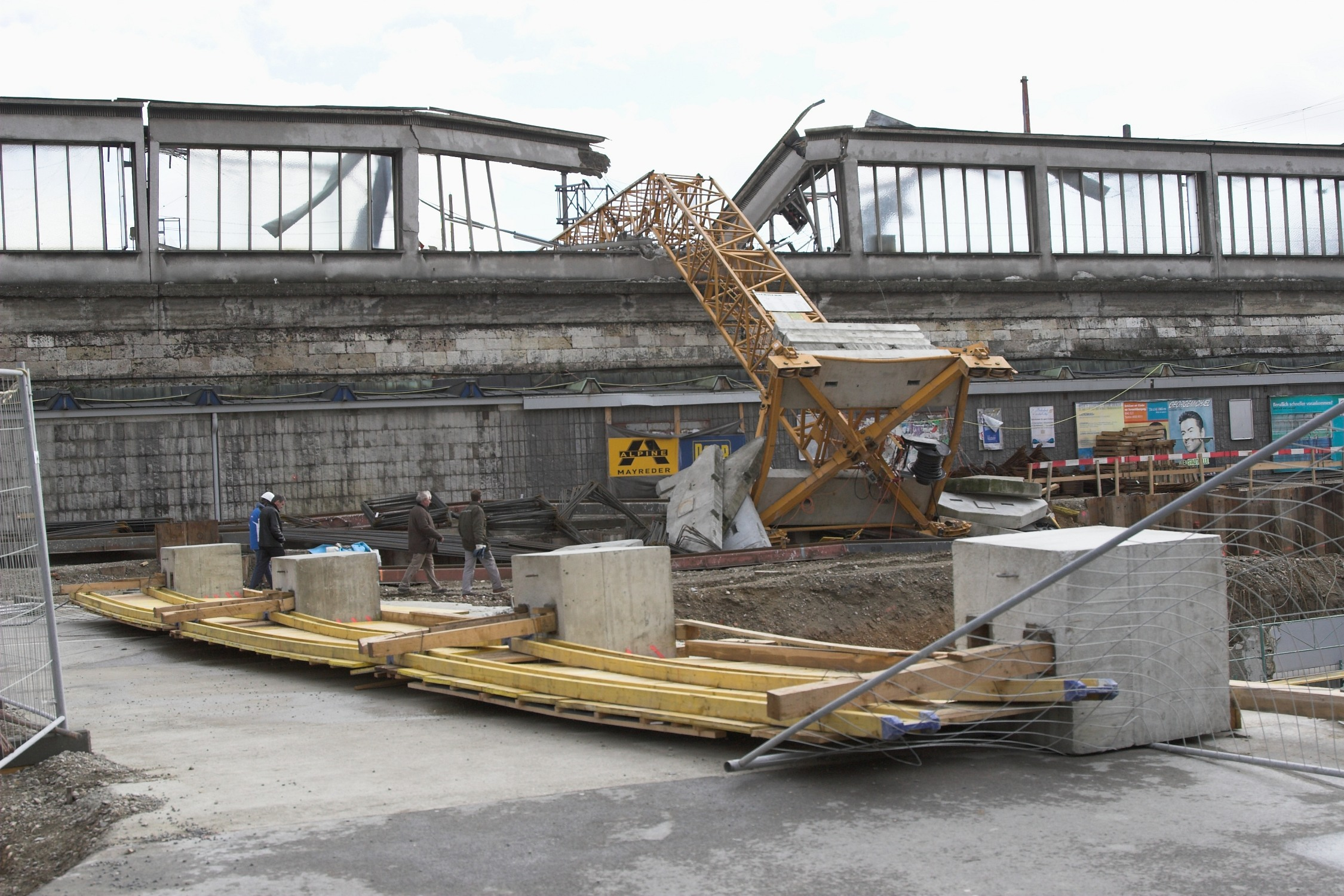
Umgestürzter Baukran und Plakatwand am Wiener Südbahnhof

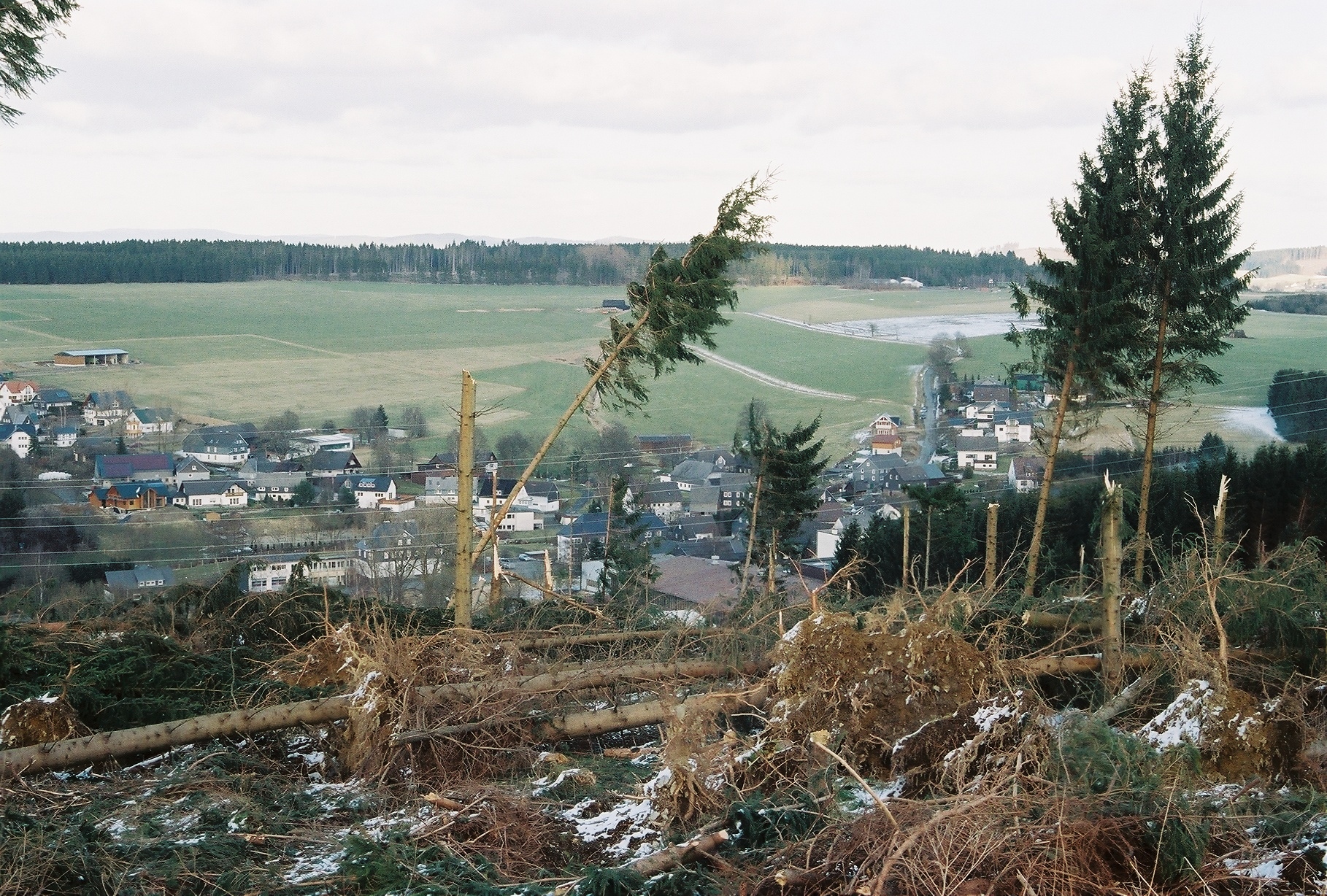
Orkanschäden in Erndtebrück-Schameder im Kreis Siegen-Wittgenstein

Der Orkan hat in Nordrhein-Westfalen rund eine Million Festmeter Sturmholz hinterlassen. Besonders hart getroffen hat es das Sauerland und den Kreis Siegen-Wittgenstein. Vor allem traf es Waldflächen, die durch Kyrill schon geschädigt waren.
Bei Brühl in Nordrhein-Westfalen kollidierte am 1. März 2008 gegen 5:30 Uhr ein Intercity-Express (ICE) mit einem umgestürzten Baum.
Auf dem Flughafen Hamburg wurde der aus München kommende Airbus A320 Suhl der Lufthansa mit 131 Passagieren an Bord im Landeanflug von einer Böe erfasst, dabei berührte die linke Tragfläche die Bahn. Die Crew konnte mittels Durchstarten ein Unglück verhindern und landete die beschädigte Maschine sicher auf einer anderen Bahn.
An der Nordsee kam es zu einer Sturmflut, durch die der Hamburger Fischmarkt überschwemmt wurde.
In Osterhofen in Niederbayern wurde am 1. März 2008 die Kirchturmspitze der Asambasilika von Kloster Altenmarkt zerstört und ins Dach der Kirche geschleudert.

### Österreich

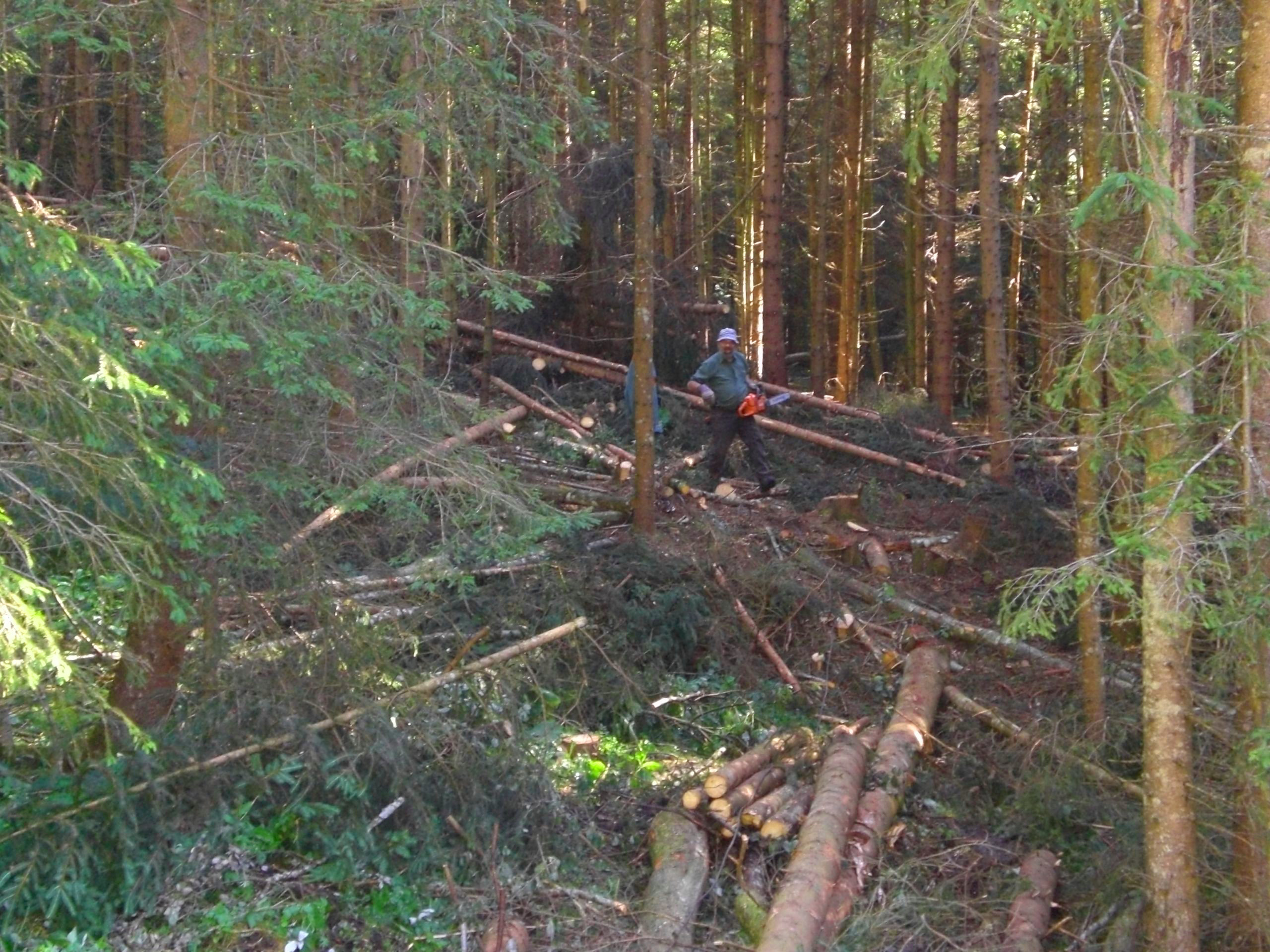
Aufarbeiten des Windwurfes im Ennstal

In den österreichischen Bundesländern Ober- und Niederösterreich waren bis Sonntag Mittag rund 25.000 Feuerwehrleute zu knapp 12.000 Einsätzen ausgerückt. Damit wurden die Einsatzzahlen des Sturmes Paula vom Januar wesentlich übertroffen. Während die Forstwirtschaft in Tirol Waldschäden dreimal so hoch wie nach Kyrill angibt, sind in Oberösterreich vor allem Sachschäden an Gebäuden in der Höhe von 70 Millionen Euro beziffert. Von der Bundesregierung werden als Soforthilfe aus dem Katastrophenfonds 82 Millionen Euro zur Verfügung gestellt. Paula hatte über 6 Millionen Festmeter Sturmholz verursacht, der Schaden im österreichischen Forstwesen wurde durch 1,9 Millionen durch Emma geworfene Festmeter noch vergrößert. Emma und Paula erreichten gemeinsam das Schadausmaß von Vivian/Wiebke 1990 mit etwa 7,5 Mio. Efm wie auch den Schneebruch von 1979 mit etwa 6 Mio. Efm, stellt sich also als eines der folgenschwersten forstwirtschaftlichen Schadereignisse der zweiten Republik heraus.
Am Wiener Südbahnhof beschädigte ein umstürzender Kran Bahnsteige und Oberleitung aller nach Süden führenden Gleise.
In St. Pölten stürzte ein Baum auf ein Fahrzeug, wobei die Fahrerin in den Trümmern starb. Dieser Vorfall beschäftigte noch lange die Gerichte über die Zuständigkeit zur Baumpflege.

### Schweiz und Liechtenstein
Im Fürstentum Liechtenstein wurden keine Personenschäden verzeichnet, hingegen hatte der Orkan an mehreren Orten Bäume entwurzelt und mehrere Dächer wurden abgedeckt. In der Schweiz forderte der Orkan zwei Verletzte.

### Tschechien, Slowakei, Ungarn
In Tschechien wurden durch Emma zwei Personen getötet. Ein Mann wurde durch einen umherfliegenden Gegenstand verletzt und erlag in der Folge seinen Verletzungen; ein Kind wurde durch einen Baum erschlagen. Emma verursachte am Leitungsnetz von ČEZ größere Schäden als Kyrill und nach Angaben des Energieversorgers waren am Samstag – vor allem im Westen des Landes – rund 920.000 Einwohner ohne Strom. ČEZ schätzt die Schäden auf umgerechnet sechs Millionen Euro. Die Gesellschaft E.ON, die vor allem die Versorgung in Südböhmen und Südmähren betreibt, geht von mehreren Millionen Euro Schaden durch Emma aus.
In der Slowakei kam es nicht zu Todesopfern. Umstürzende Bäume und herabfallende Dächer beschädigten auch hier Autos und der Sturm unterbrach die Stromversorgung für mehrere zehntausend Haushalte. Die höchsten Windgeschwindigkeiten traten mit 120–130 km/h vor allem in der westlichen Tatra auf.
Emma hatte auch Auswirkungen in Ungarn. Bei Windgeschwindigkeiten von 110 km/h musste der Flugverkehr auf dem Flughafen Budapest zeitweilig eingestellt werden. Der Sturm setzte Ampelanlagen außer Betrieb und störte die Stromversorgung in der Hauptstadt Ungarns vor allem im 22. Bezirk.

### Niederlande, Großbritannien
Auch am Flughafen Amsterdam in den Niederlanden wurde der Flugverkehr gestört, wohingegen im Vereinigten Königreich vor allem Bahnreisende betroffen waren, weil Windböen mehrere Container von zwei Güterzügen geblasen hatten.